# 마이크 무어
마이클 케네스 무어(영어: Michael Kenneth Moore ONZ, 1949년 1월 28일~2020년 2월 2일)은 뉴질랜드의 정치인이며, 제34대 뉴질랜드의 총리이자, 세계무역기구의 사무총장을 역임하였다.
뉴질랜드 파카타네에서 출생하여, 오클랜드의 딜워스 학교와 카와카와의 베이오브아일랜드 칼리지에서 교육을 받았다. 사회복지에 관련된 일과 냉동업에 종사하다가, 17세에 오클랜드 무역 의회의 회원이 되었다. 1972년 국회에 들어가 노동당 이든(Eden) 지역구에 뽑혔다. 1975년에 패하였으나, 다음해 크라이스트처치의 파파누이(Papanui) 지역구에서 다시 뽑혔다.
1984년 노동부에 들어갔고, 외부 관계와 통상의 장관으로서 에너지와 대인 관계 능력의 높은 단계의 평판을 얻었다. 그는 넓은 여행을 다녔고, 관세 무역 일반 협정 이전 뉴질랜드의 상황을 밀고 나갔다.
1990년 9월 4일, 제프리 파머 총리의 사임으로 총리가 되었다. 그러나 같은해 11월 2일 국민당에게 정권을 물려주고 사임하였다.
1996년 뉴질랜드 노동당의 외교통상에 관한 대변인으로 임명되었고, 1998년까지 그 직에 있었다. 후에 1999년 9월 1일부터 3년간 세계무역기구의 사무총장을 지냈다. 2000년 1월에는 뉴질랜드 훈위 (Order of New Zealand)에 선정되었다. 세계무역기구의 사무총장 임기가 끝나자, 뉴질랜드 정부는 그를 외교통상부의 특별 무역 교섭인으로 임명하였다.

## 역대 선거 결과
| 선거명      | 직책명                                | 대수 | 정당            | 득표율 | 득표수   | 결과 | 당락                              |
| ----------- | ------------------------------------- | ---- | --------------- | ------ | -------- | ---- | --------------------------------- |
| 1972년 선거 | 하원의원 (이든 선거구)                | 37대 | 뉴질랜드 노동당 | 48.19% | 9,046표  | 1위  | 이든 하원의원 당선                |
| 1975년 선거 | 하원의원 (이든 선거구)                | 38대 | 뉴질랜드 노동당 | 42.71% | 8,394표  | 2위  | 낙선                              |
| 1978년 선거 | 하원의원 (파파누이 선거구)            | 39대 | 뉴질랜드 노동당 | 52.92% | 10,737표 | 1위  | 파파누이 하원의원 당선            |
| 1981년 선거 | 하원의원 (파파누이 선거구)            | 40대 | 뉴질랜드 노동당 | 55.36% | 11,524표 | 1위  | 파파누이 하원의원 당선            |
| 1984년 선거 | 하원의원 (크라이스트처치 노스 선거구) | 41대 | 뉴질랜드 노동당 | 56.55% | 12,350표 | 1위  | 크라이스트처치 노스 하원의원 당선 |
| 1987년 선거 | 하원의원 (크라이스트처치 노스 선거구) | 42대 | 뉴질랜드 노동당 | 59.75% | 12,420표 | 1위  | 크라이스트처치 노스 하원의원 당선 |
| 1990년 선거 | 하원의원 (크라이스트처치 노스 선거구) | 43대 | 뉴질랜드 노동당 | 50.79% | 11,050표 | 1위  | 크라이스트처치 노스 하원의원 당선 |
| 1993년 선거 | 하원의원 (크라이스트처치 노스 선거구) | 44대 | 뉴질랜드 노동당 | 53.76% | 11,605표 | 1위  | 크라이스트처치 노스 하원의원 당선 |
| 1996년 선거 | 하원의원 (와이마카리리 선거구)        | 45대 | 뉴질랜드 노동당 | 56.57% | 19,875표 | 1위  | 와이마카리리 하원의원 당선        |